# Jerónimo de Villanueva
Jerónimo de Villanueva y Díez de Villegas (Madrid, 24 de marzo de 1594 - Zaragoza, 21 de julio de 1653) fue un destacado consejero del Consejo Supremo de Aragón, protonotario de la Corona de Aragón que llegó a ser secretario y consejero del rey Felipe IV, hermano de Agustín de Villanueva y Díez de Villegas, primer marqués de Villalba.

## Biografía
Hijo de Agustín de Villanueva, le sucedió en 1620 como protonotario de Aragón y secretario de los reinos de Aragón y Mallorca. Asistió a las Cortes de Aragón de 1626 en representación del Brazo de Caballeros, Infanzones e Hijosdalgo, ingresando al tiempo como caballero en la Orden de Calatrava. El mismo año 1626, representó, en calidad de dignatario, a Felipe IV en las Cortes Catalanas.
Estuvo bajo la protección del Conde-duque de Olivares y fue consejero del Consejo Supremo de Aragón y secretario de Felipe IV en 1628, situándolo algunas fuentes con el mismo cargo hasta 1635, secretario del Despacho Universal (1627-1643), secretario de Estado en 1630, administrador de los gastos secretos y consejero de Guerra y de Cruzada. La caída en desgracia del Conde-Duque de Olivares supuso para Jerónimo de Villanueva la pérdida de los distintos cargos en beneficio, entre otros, de Pedro de Villanueva, nombrado protonotario de la Corona de Aragón en junio de 1643.

## Fundación del convento de San Plácido y proceso inquisitorial
En 1620 Jerónimo de Villanueva se prometió con doña Teresa Valle de la Cerda, a la que conocía desde la infancia por la proximidad de sus familias, formadas ambas por funcionarios reales. Sin embargo, al poco de formalizar el compromiso, Teresa resolvió hacer voto de castidad. Movida por una tía muy devota y que decía recibir revelaciones, llamada doña Ana María de Loaysa, ingresó en religión con apoyo de fray Francisco García Calderón, monje del monasterio de San Martín de Madrid. Villanueva siguió su ejemplo y en la capilla de Montserrat del convento de San Martín un día de la Encarnación hizo voto de castidad y promesa de fundar un convento en el que se recogería doña Teresa. Por pacto con el monasterio benedictino de San Martín obtuvieron la iglesia de San Plácido, que servía de ayuda de parroquia del monasterio, y Villanueva compró el bloque de casas que la rodeaban para construir en su solar el que sería convento de la Encarnación Benita o de San Plácido, con escrituras de fundación fechadas en 1623 y 1624, cuando se puso la primera piedra.
En 1628, fray Alonso de León, monje de San Martín, delató ante el tribunal de la Inquisición a fray Francisco García Calderón, prior del convento y confesor de las monjas, junto con Teresa Valle y buena parte de las religiosas del convento por supuestos pactos con el diablo. Jerónimo de Villanueva fue también procesado por las noticias que pudiera tener de los sucesos y haber dado crédito a las revelaciones de los demonios en lo que le atañía, aunque su causa se dejó en suspenso en 1630. Dos años después, el 7 de enero de 1632, presentó un escrito de autodelación, con el que buscaba clarificar su situación procesal. Examinado el escrito de defensa por cuatro calificadores del Santo Oficio, estimaron unánimemente que Villanueva no merecía censura, pues no había pecado obrando con buena fe al dejarse guiar por su director espiritual y, en consecuencia, el 30 de junio el Consejo de la Suprema decretó que «por lo que toca a este sujeto, no toca al Santo Oficio el proceder en esta causa, por no tener calidad de oficio», lo que equivalía a su libre absolución. Sin embargo, tras la caída de Olivares y aunque algunos años antes las monjas había sido definitivamente absueltas, en 1643 se reabrió con obvias implicaciones políticas el proceso contra Villanueva. El 31 de agosto de 1644 el Consejo de la Suprema ordenó el arresto de Villanueva, ejecutado esa misma tarde, y su traslado a las cárceles secretas del tribunal de Toledo. En febrero de 1647 fue sentenciado por el Consejo a abjurar de levi en auto privado de fe y destierro de la Corte y de Toledo por un plazo de tres años. Se le prohibía, además, tener contacto de cualquier clase con las monjas de San Plácido. Aunque enfermo, Villanueva rechazó a voces la sentencia, apelándola ante el rey y ante su santidad, a la vez que recusaba a los inquisidores. Logró así aplazar la lectura de la sentencia en un primer momento. Por fin, el 7 de junio de 1647, tras leer un escrito de protesta, abjuró como se le pedía, lo que le permitió salir de la cárcel. La apelación a Roma originó, con todo, un largo y complejo conflicto de competencias que no se iba a cerrar hasta siete años después de la muerte del protonotario, ocurrida en Zaragoza el 21 de julio de 1653. En su testamento pedía que su cuerpo fuese trasladado a la iglesia del convento de San Plácido, del que dejaba como patrón a su sobrino, también llamado Jerónimo.